# Associazione Calcio Prato 2004-2005
Questa pagina raccoglie le informazioni riguardanti l'Associazione Calcio Prato nelle competizioni ufficiali della stagione 2004-2005.

## Rosa
| N. |                           | Ruolo | Calciatore                 |
| -- | ------------------------- | ----- | -------------------------- |
|    | Costa d'Avorio (bandiera) | D     | Ghislain Akassou           |
|    | Italia (bandiera)         | C     | Simone Basso               |
|    | Italia (bandiera)         | D     | Mauro Belotti              |
|    | Italia (bandiera)         | D     | Michele Camillini          |
|    | Italia (bandiera)         | C     | Andrea Gori Chiopris       |
|    | Italia (bandiera)         | C     | Luca Cichella              |
|    | Brasile (bandiera)        | D     | Claiton dos Santos Machado |
|    | Italia (bandiera)         | C     | Mattia Dal Bello           |
|    | Italia (bandiera)         | C     | Fabio Di Fausto            |
|    | Italia (bandiera)         | C     | Alessandro Evangelisti     |
|    | Italia (bandiera)         | A     | Lauro Florean              |
|    | Italia (bandiera)         | D     | Marco Francini             |
|    | Italia (bandiera)         | P     | Americo Gambardella        |
|    | Italia (bandiera)         | C     | Marco Gentili              |
|    | Italia (bandiera)         | D     | Giuliano Lamma             |
|    | Italia (bandiera)         | D     | Alessandro Lamonica        |

| N. |                    | Ruolo | Calciatore          |
| -- | ------------------ | ----- | ------------------- |
|    | Italia (bandiera)  | P     | Stefano Layeni      |
|    | Italia (bandiera)  | A     | Luca Lugnan         |
|    | Italia (bandiera)  | A     | Alessandro Matri    |
|    | Italia (bandiera)  | A     | Daniele Morante     |
|    | Italia (bandiera)  | C     | Mario Morfeo (II)   |
|    | Italia (bandiera)  | C     | Riccardo Nardini    |
|    | Francia (bandiera) | C     | Medhy Ouchene       |
|    | Italia (bandiera)  | A     | Michele Piccolo     |
|    | Italia (bandiera)  | C     | Mattia Rinaldini    |
|    | Italia (bandiera)  | A     | Stefano Romano      |
|    | Italia (bandiera)  | C     | Edoardo Rosi        |
|    | Italia (bandiera)  | D     | Sebastiano Sapienza |
|    | Italia (bandiera)  | C     | Giovanni Serrapica  |
|    | Italia (bandiera)  | D     | Federico Vettori    |
|    | Italia (bandiera)  | C     | Filippo Zacchei     |

## Risultati

### Campionato

#### Girone di andata
| 12 settembre 2004 1ª giornata | Prato | 0 – 2 | Grosseto |  |

| 19 settembre 2004 2ª giornata | Pistoiese | 3 – 0 | Prato |  |

| 26 settembre 2004 3ª giornata |  | – Turno di riposo |  |  |

| 3 ottobre 2004 4ª giornata | Lucchese | 4 – 3 | Prato |  |

| 10 ottobre 2004 5ª giornata | Prato | 0 – 3 | Pavia |  |

| 17 ottobre 2004 6ª giornata | Fidelis Andria | 0 – 2 | Prato |  |

| 24 ottobre 2004 7ª giornata | Novara | 1 – 0 | Prato |  |

| 31 ottobre 2004 8ª giornata | Prato | 2 – 2 | Frosinone |  |

| 7 novembre 2004 9ª giornata | Acireale | 2 – 0 | Prato |  |

| 14 novembre 2004 10ª giornata | Prato | 0 – 1 | Cremonese |  |

| 21 novembre 2004 11ª giornata | Prato | 2 – 1 | Sangiovannese |  |

| 28 novembre 2004 12ª giornata | Torres | 4 – 0 | Prato |  |

| 5 dicembre 2004 13ª giornata | Prato | 2 – 3 | Mantova |  |

| 8 dicembre 2004 14ª giornata | Lumezzane | 1 – 1 | Prato |  |

| 12 dicembre 2004 15ª giornata | Prato | 0 – 2 | Pisa |  |

| 19 dicembre 2004 16ª giornata | Como | 0 – 0 | Prato |  |

| 6 gennaio 2005 17ª giornata | Prato | 0 – 1 | Pro Patria |  |

| 9 gennaio 2005 18ª giornata | Spezia | 3 – 0 | Prato |  |

| 16 gennaio 2005 19ª giornata | Prato | 0 – 1 | Vittoria |  |

#### Girone di ritorno
| 23 gennaio 2005 20ª giornata | Grosseto | 2 – 0 | Prato |  |

| 30 gennaio 2005 21ª giornata | Prato | 1 – 1 | Pistoiese |  |

| 6 febbraio 2005 22ª giornata |  | – Turno di riposo |  |  |

| 13 febbraio 2005 23ª giornata | Prato | 1 – 1 | Lucchese |  |

| 16 febbraio 2005 24ª giornata | Pavia | 1 – 0 | Prato |  |

| 20 febbraio 2005 25ª giornata | Prato | 1 – 1 | Fidelis Andria |  |

| 27 febbraio 2005 26ª giornata | Prato | 0 – 0 | Novara |  |

| 6 marzo 2005 27ª giornata | Frosinone | 3 – 1 | Prato |  |

| 13 marzo 2005 28ª giornata | Prato | 1 – 1 | Acireale |  |

| 20 marzo 2005 29ª giornata | Cremonese | 2 – 1 | Prato |  |

| 26 marzo 2005 30ª giornata | Sangiovannese | 1 – 0 | Prato |  |

| 20 aprile 2005 31ª giornata | Prato | 3 – 1 | Torres |  |

| 6 aprile 2005 32ª giornata | Mantova | 0 – 1 | Prato |  |

| 10 aprile 2005 33ª giornata | Prato | 0 – 1 | Lumezzane |  |

| 17 aprile 2005 34ª giornata | Pisa | 1 – 2 | Prato |  |

| 24 aprile 2005 35ª giornata | Prato | 1 – 2 | Como |  |

| 1º maggio 2005 36ª giornata | Pro Patria | 2 – 1 | Prato |  |

| 8 maggio 2005 37ª giornata | Prato | 2 – 1 | Spezia |  |

| 15 maggio 2005 38ª giornata | Vittoria | 0 – 1 | Prato |  |